# AGA (automerk)
AGA was een Duits merk van auto's die tussen 1919 en 1929 werden geproduceerd.

## Geschiedenis
AGA staat voor Aktiengesellschaft für Automobilbau. De fabriek was gevestigd in de Herzbergstraße in Berlin-Lichtenberg. Het was een dochteronderneming van het Zweedse AGA, dat tegenwoordig, als onderdeel van The Linde Group, nog steeds bestaat. De Berlijnse autofabriek werd in 1922 opgenomen in het concern van Hugo Stinnes. In het eerste jaar na zijn overlijden viel zijn concern al snel uit elkaar. De productie van auto's werd onder leiding van zijn zoon Edmund, op kleinere schaal, voortgezet. 
In 1928 werd op de Autotentoonstelling in Berlijn een door AGA onder licentie gebouwde Singer Junior Tourer getoond. Dit model is echter nooit in productie gegaan. Door het uitblijven van grote successen viel uiteindelijk in 1929 toch het doek voor AGA.
Er zijn uiteindelijk tussen de 8.000 tot 12.000 auto's geproduceerd, waarvan er slechts enkele zijn overgebleven.
De 6/16PS Wagen (Typ A), het eerste model, werd in 1919 gepresenteerd. Snel werden modellen gemaakt met meer vermogen, 6/20PS en 6/24PS (Typ C). Een 6/30PS sportwagen (AGA Targa Florio) voorzien van speciale carrosserie werd in zeer beperkte oplage gemaakt. Dit sportmodel was erg succesvol bij verschillende races en heeft in 1926 een van de eerste wedstrijden op het AVUS circuit gewonnen.
De meeste AGA modellen hadden een 4 persoons open carrosserie, daarnaast werden ook 2 zitters, gesloten modellen, Coupé's en landaulet's gemaakt. De bouw van de carrosserie werd uitbesteed aan een viertal bedrijven waaronder Lindner en Karmann.

## Galerij

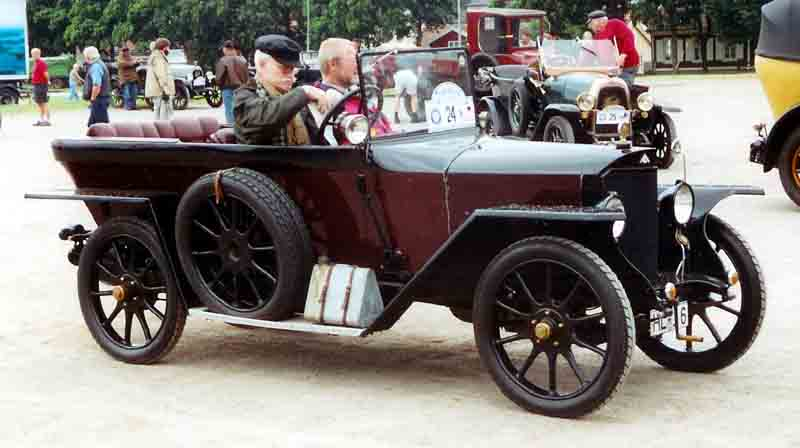
AGA 6/16 PS Typ A Phaeton 1921
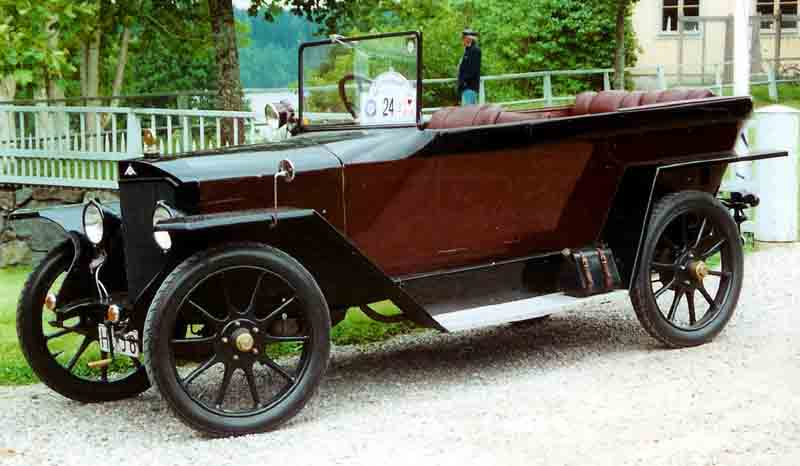
AGA 6/16 PS Typ A Phaeton 1921
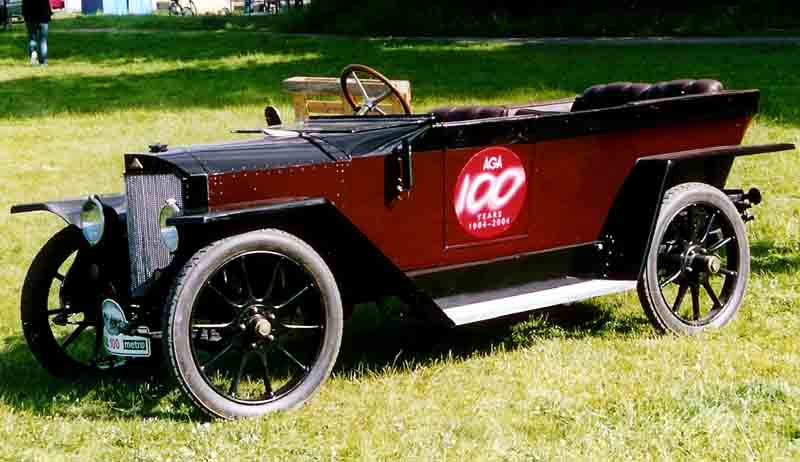
AGA 6/20 PS Typ C Phaeton 1922

- Nationale Bibliotheek van Tsjechië: ph1177057
- Virtual International Authority File: 294797785